# Robert J. Mical

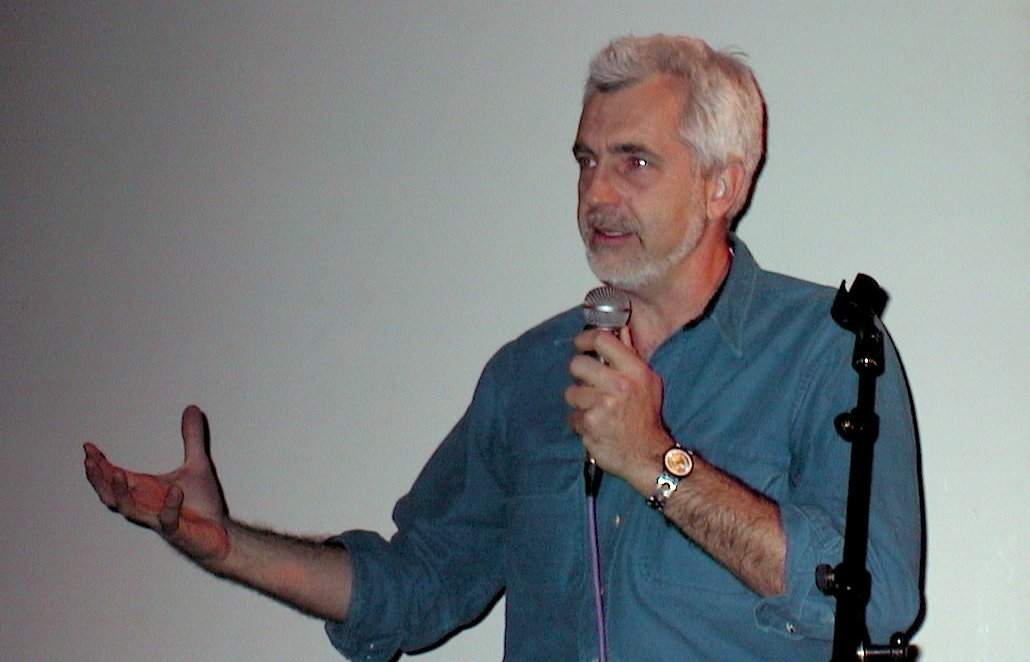
RJ Mical (2002)

Robert J. Mical (auch: RJ Mical; * 26. Januar 1956) ist ein US-amerikanischer Computer- und Software-Entwickler.

## Leben
Robert Mical konstruierte seinen ersten Computer, ein Tic-Tac-Toe-Spielgerät, mit 14 Jahren. 1979 graduierte er in Informatik, Englisch und Philosophie an der University of Illinois.
Später schuf er Videospiele für die Firma Williams Electronics Games und war danach an der Entwicklung des Amiga-Computers beteiligt. Zusammen mit Dave Needle entwickelte er außerdem den Atari Lynx und später für 3DO die Spielekonsole 3DO Interactive Multiplayer.
Von 2005 bis 2011 arbeitete Mical für den Sony-Konzern, seit 2012 ist er bei Google.
Robert Mical hält zehn Patente.

## Spiele
Mical entwickelte mehr als 15 Spiele, darunter:
- 1987 Defender of the Crown
- 1989 Blue Lightning
- 1989 California Games

## Schriften
- Robert J. Mical, Susan Deyl: Amiga Intuition Reference Manual, Addison-Wesley 1986, ISBN 0-201-11076-8